# Distretto di Buzău
Il distretto di Buzău (in romeno Județul Buzău ) è uno dei 41 distretti della Romania, ubicato nella regione storica della Muntenia.

## Centri principali
| Comune                  | Abitanti |
| ----------------------- | -------- |
| Buzău                   | 134.619  |
| Râmnicu Sărat           | 39.950   |
| Nehoiu                  | 11.649   |
| Vadu Pașii              | 9.472    |
| Berca                   | 9.197    |
| Vernești                | 8.880    |
| Pătârlagele             | 8.128    |
| Mărăcineni              | 7.901    |
| Pogoanele               | 7.744    |
| Dati del 1º luglio 2007 |          |

## Geografia antropica

### Suddivisioni amministrative
Il distretto è composto da 2 municipi, 3 città e 82 comuni.

#### Municipi
- Buzău
- Râmnicu Sărat

#### Città
- Nehoiu
- Pătârlagele
- Pogoanele

#### Comuni
- Amaru
- Bălăceanu
- Balta Albă
- Beceni
- Berca
- Bisoca
- Blăjani
- Boldu
- Bozioru
- Brădeanu
- Brăești
- Breaza
- Buda
- C. A. Rosetti
- Calvini
- Cănești
- Cătina

- Cernătești
- Chiliile
- Chiojdu
- Cilibia
- Cislău
- Cochirleanca
- Colți
- Costești
- Cozieni
- Florica
- Gălbinași
- Gherăseni
- Ghergheasa
- Glodeanu Sărat
- Glodeanu-Siliștea
- Grebănu
- Gura Teghii

- Largu
- Lopătari
- Luciu
- Măgura
- Mărăcineni
- Mărgăritești
- Mânzălești
- Merei
- Mihăilești
- Movila Banului
- Murgești
- Năeni
- Odăile
- Padina
- Pardoși
- Pănătău

- Pârscov
- Pietroasele
- Podgoria
- Poșta Câlnău
- Puiești
- Racovițeni
- Râmnicelu
- Robeasca
- Rușețu
- Săgeata
- Săhăteni
- Săpoca
- Sărulești
- Scorțoasa
- Scutelnici
- Siriu

- Smeeni
- Stâlpu
- Tisău
- Topliceni
- Țintești
- Ulmeni
- Unguriu
- Vadu Pașii
- Valea Râmnicului
- Valea Salciei
- Vâlcelele
- Vernești
- Vintilă Vodă
- Viperești
- Zărnești
- Ziduri